# 西村 (苗栗縣)
西村為臺灣苗栗縣南庄鄉轄下之行政區，位於苗栗縣東北部山區，因為於南庄河的西側，故名為西村。

## 地理
西村位處南庄鄉中央位置偏西，地勢西高東低，最高處為，村境大部份位於南庄河左岸，一小部份位於右岸以中正路和東村相鄰，地勢西高東低，最高點神桌山762公尺

### 石爺
石爺位於南庄河左岸，西溪橋北方，紀念前清統領楊戴雲的抗日事蹟，石碑位於中正路，後被日人拆除。南庄長改在西村大屋坑下立了石碑，供人憑弔祭祀。

## 交通與運輸
西村鄰近南庄鄉治，由西溪橋聯絡南庄河兩岸，有產業道路從南庄市區通神桌山。